# John Connally

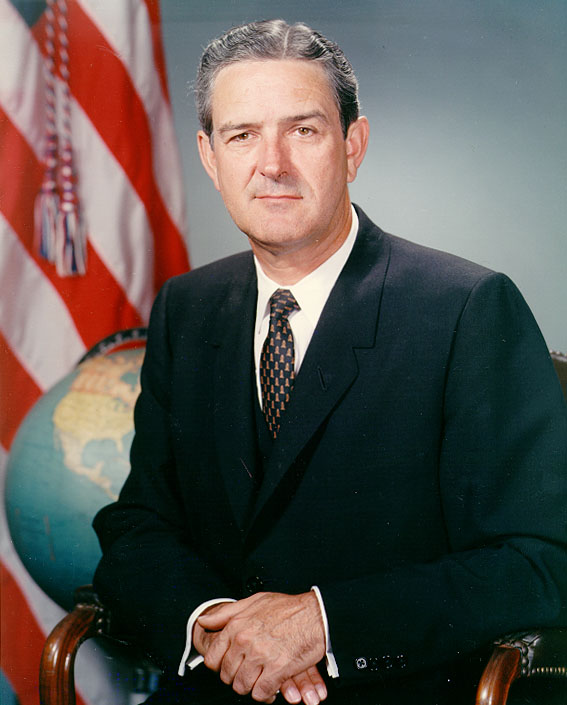
John Connally

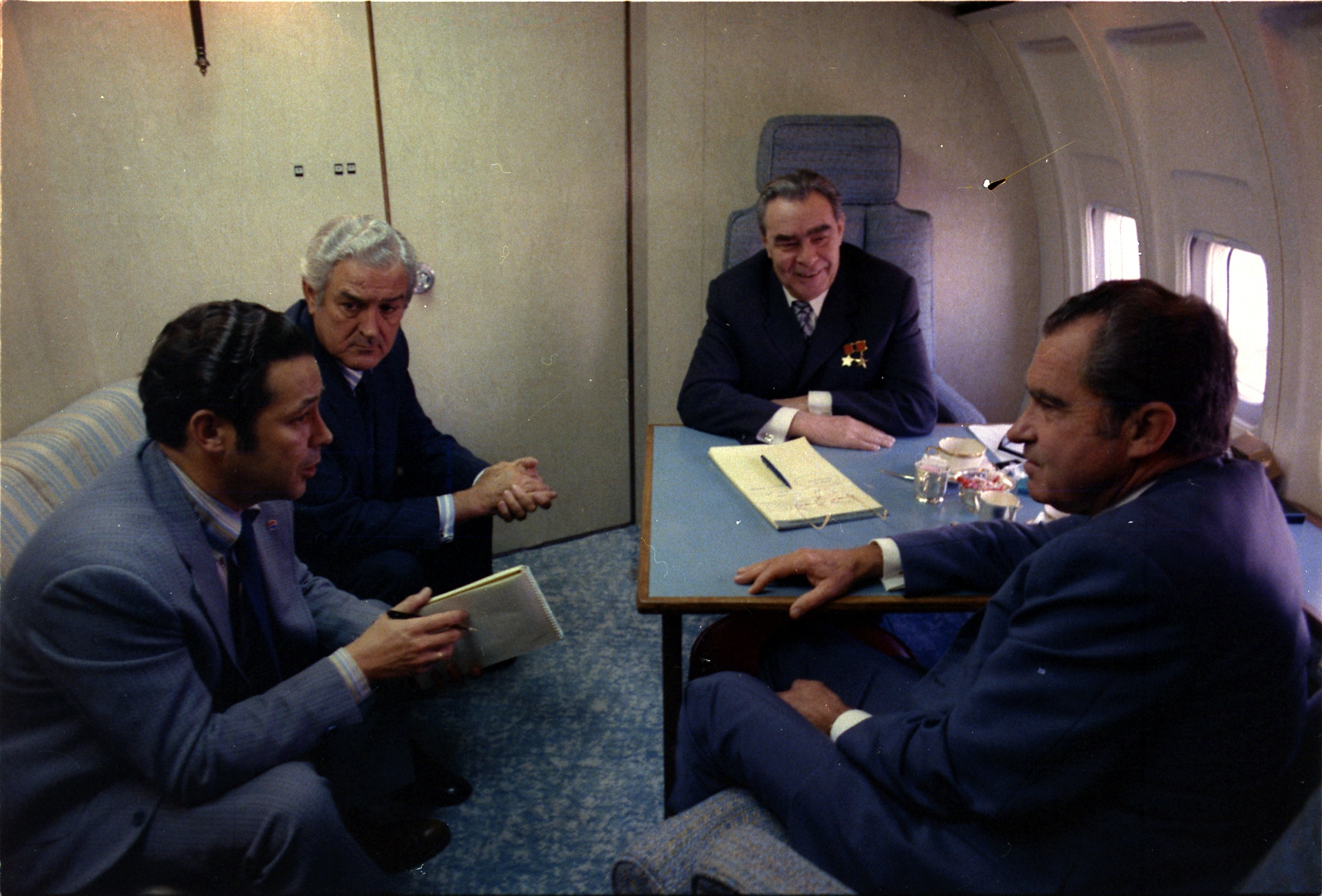
John Connally (1973) mit Leonid Breschnew und Richard Nixon

John Bowden Connally, Jr. (* 27. Februar 1917 in Floresville, Wilson County, Texas; † 15. Juni 1993 in Houston, Texas) war ein US-amerikanischer Politiker, Marineminister, Gouverneur von Texas sowie US-Finanzminister. In seine Amtszeit fiel der sogenannte Nixon-Schock (August 1971).

## Familie
Connally war der erste Sohn von John Bowden Connally und dessen Frau Lela Wright. Er hatte einen jüngeren Bruder, Merrill Connally (* 1921), der 2001 an Lungenkrebs starb. Connally heiratete am 21. Dezember 1940 Idanell Brill (1919–2006), kurz ‚Nellie‘ genannt. Mit ihr hatte er vier Kinder: Kathleen Connally (1942–1958), John B. Connally III. (* 1946), Sharon Connally (* 1949) und Mark M. Connally (* 1952).

## Wahlkampfmanager
Connally absolvierte ein Studium der Rechtswissenschaften an der School of Law der University of Texas in Austin, an der er zeitweise auch Präsident des Studentenparlaments war.
In den folgenden Jahrzehnten war er neben seiner Tätigkeit als Rechtsanwalt immer wieder als Wahlkampfmanager tätig. 1937 begann er seine parteipolitische Freundschaft zu Lyndon B. Johnson, als er dessen Wahlkampf zum demokratischen Mitglied des Repräsentantenhauses als Helfer unterstützte.
Während des Zweiten Weltkrieges diente er in der United States Navy. 1948 war er Wahlkampfmanager von Johnson bei der erfolgreichen, allerdings auch kontroversen Wahl zum Senator. 1952 verließ er seine parteipolitische Neutralität zur Demokratischen Partei, als er Wahlkampfhelfer des erfolgreichen republikanischen Präsidentschaftskandidaten Dwight D. Eisenhower wurde.
1960 war er erneut für seinen Freund Johnson tätig, als er dessen erfolglose Nominierung zum demokratischen Präsidentschaftskandidaten unterstützte. Als Johnson dem wesentlich populäreren John F. Kennedy unterlag, blieb er jedoch im Wahlkampfteam, da Kennedy Johnson zum Vizepräsidentschaftskandidaten erklärte. Johnson wurde unter Kennedy Vizepräsident, wurde nach dessen Ermordung 1963 Präsident und blieb es bis 1969.

## Marineminister und Gouverneur von Texas

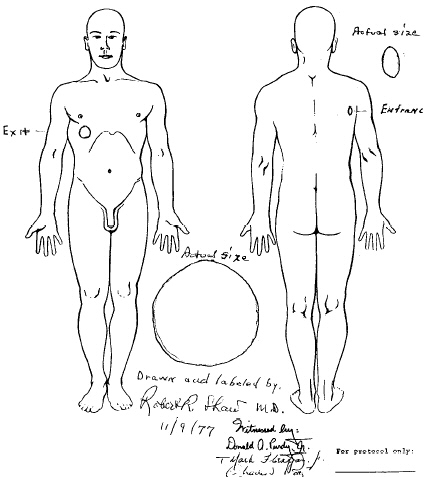
Verletzungen von Connally beim Kennedy-Attentat

Nach dem Wahlsieg von Kennedy wurde Connally auf Wunsch von Johnson dann am 25. Januar 1961 zum Marinestaatssekretär ernannt. Von diesem Amt trat er jedoch bereits am 20. Dezember 1961 zurück, um für das Amt des Gouverneurs von Texas zu kandidieren.
Nach einer knappen innerparteilichen Nominierung – er setzte sich erst in der Stichwahl mit vier Prozentpunkten Vorsprung gegen Don Yarborough durch – wurde er 1962 gegen den Republikaner Jack Cox zum Gouverneur von Texas gewählt und amtierte von 1963 bis 1969. Als solcher wurde er am 22. November 1963 beim Attentat auf John F. Kennedy schwer verletzt, da er im selben Auto saß. Seine neben ihm sitzende Ehefrau blieb unverletzt. Während seiner Amtszeit als Gouverneur sah er sich einer nur schwachen republikanischen Opposition gegenüber, so dass seine Demokratische Partei bei den Staatswahlen von 1964 und 1966 jeweils über 70 Prozent der Stimmen erhielt.

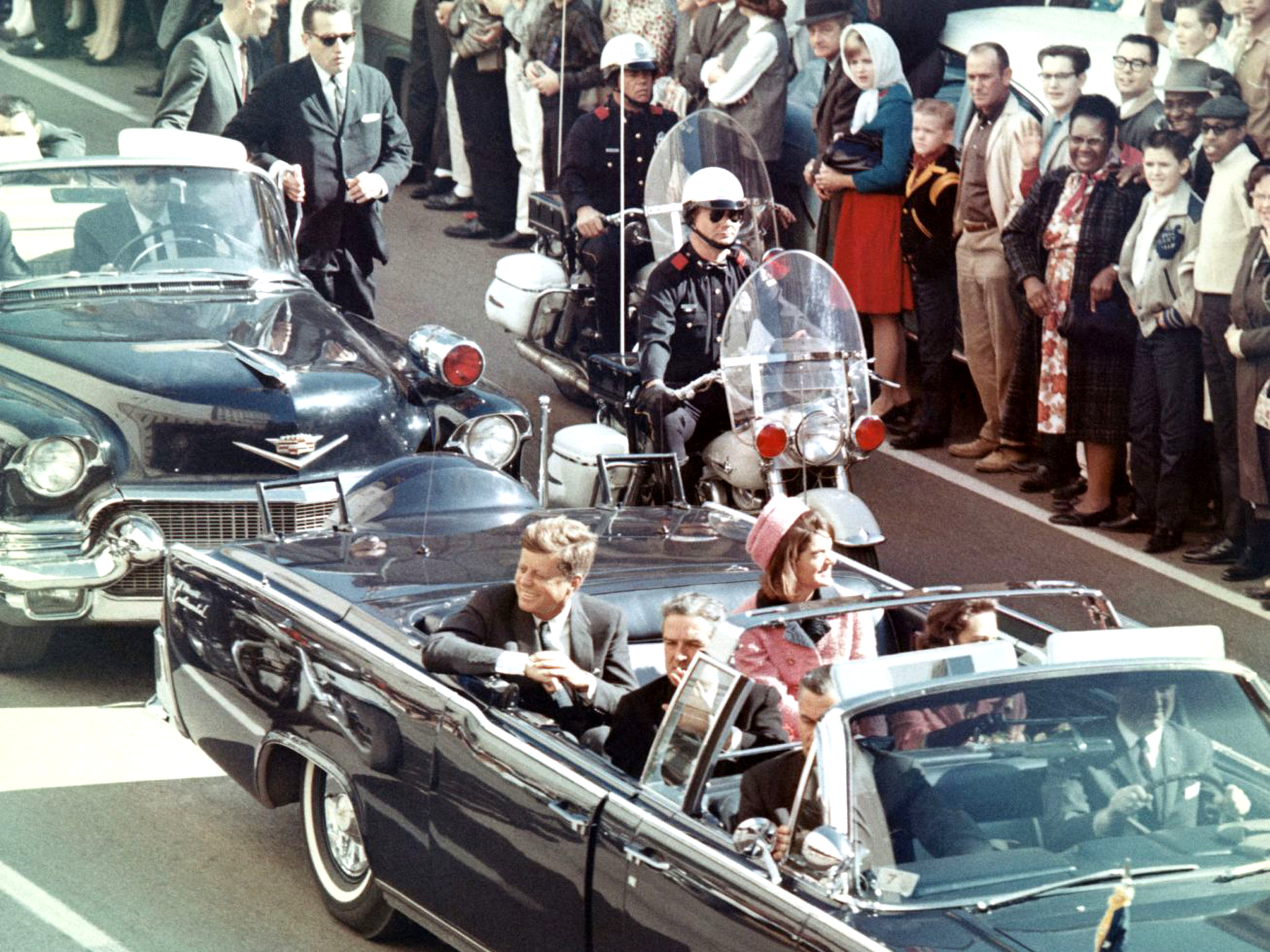
Connally Minuten vor dem Attentat 1963 (rechts vor John F. Kennedy)

## Finanzminister, Präsidentschaftsbewerber 1980 und Rückzug aus der Politik

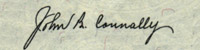
Unterschrift von Connally auf US-$-Banknoten

Unter Präsident Richard Nixon war er als Demokrat Nachfolger von David M. Kennedy als Finanzminister vom 11. Februar 1971 bis zum 12. Juni 1972. Auf eine Frage von ausländischen Journalisten zum Dollar antwortete er mit dem berühmten Satz: „It’s our currency, but it’s your problem.“ (Der Dollar ist unsere Währung, aber Ihr Problem.) Nachfolger als Finanzminister wurde George P. Shultz.
Als sein alter Freund und Mentor Lyndon B. Johnson am 22. Januar 1973 verstorben war, war er einer der Haupttrauerredner. Im Spätsommer 1973 trat er dann von der Demokratischen Partei zur Republikanischen Partei unter Nixon über. Als der damalige Vizepräsident der Vereinigten Staaten Spiro Agnew am 10. Oktober 1973 zurücktrat, war er einer der Kandidaten für die Nachfolge. Nixon entschied sich jedoch für den republikanischen Oppositionsführer im Repräsentantenhaus, Gerald Ford, da er sich von diesem einen moderateren, aber auch erfolgreicheren Umgang mit der demokratischen Mehrheit im Kongress der Vereinigten Staaten versprach.
1975 war Connally in einen Bestechungsskandal in Texas verwickelt, in dem ihm die Annahme der vergleichsweise geringen Summe von 10.000 US-$ zur Beeinflussung einer Entscheidung über den Milchpreis in Texas vorgeworfen wurde. Im November 1979 kündigte er seine Kandidatur als Präsidentschaftsbewerber der Republikanischen Partei gegen Ronald Reagan und George Bush bei der Präsidentschaftswahl 1980 an. Während des innerparteilichen Wahlkampfes setzte er dabei mehr als alle anderen Bewerber ein. Nachdem er bereits 11 Millionen Dollar für seinen Vorwahlkampf ausgegeben hatte, aber nur eine Delegiertenstimme aus Arkansas sicher hatte, zog er seine Kandidatur als republikanischer Präsidentschaftsbewerber zurück. Anschließend verabschiedete er sich auch völlig aus dem politischen Leben.